# Метерен, Эмануэл ван
Эмануэл ван Метерен (нид. Emanuel van Meteren) (6 сентября 1535, Антверпен — 18 апреля 1612, Лондон) — фламандский историк.

## Биография
Происходил из семьи антверпенского типографа.
В 1550 году переехал в Лондон, где занялся торговлей, присоединился к кальвинизму и стал членом лондонского синода нидерландской реформированной церкви.
С 1583 года до конца жизни возглавлял нидерландскую купеческую корпорацию в Лондоне.

### «Хроника»
Взяв за основу собранную им богатую коллекцию документов, в 1593 году издал в Германии на немецком языке 1-й том «Хроники» «Historia unnd Abcontrafeytungh, fürnemlich der Niderlendischer Geschichten, und Kriegshendeln, mit höchstem Fleiss beschrieben...», в которой освещались политическая история Нидерландов конца XV — начале XVI века и основные события Нидерландской революции XVI века.
В 1596 году опубликовал 2-й том «Хроники».
В 1598 году вышел перевод обоих томов «Хроники» на латынь, а в начале XVII века — ряд новых изданий на разных языках. В 1611 году выпустил уточнённое и дополненное издание своего труда. Хроника вызвала нападки со стороны Генеральных штатов, обвинивших автора в 1599 году в искажении фактов «в ущерб некоторым принцам и господам» и в разглашении государственной тайны.
В 1603 кальвинистский синод в Бриле высказал жалобы на ущерб, нанесённый «Хроникой» престижу некоторых церковнослужителей. Однако, несмотря на осуждение, после смерти автора его труд продолжал переиздаваться (в 1618 в Гааге — на нидерландском языке; в 1670 году в Амстердаме — на французском языке; в 1640 году в Амстердаме — на немецком языке; в 1669 году во Франкфурте-на-Майне — на немецком языке) и до сих пор остаётся одним из важнейших источников по истории Нидерландов конца XV — начале XVI века.

#### Текст Хроники Метерена
- Belgische ofte Nederlantsche historie, van onsen tijden. By Emanuel van Meteren.